# Gena Löfstrand
Gena Löfstrand (* 23. Oktober 1995 in Durban) ist eine südafrikanische Leichtathletin, die sich auf den Mittelstreckenlauf spezialisiert hat.

## Sportliche Laufbahn
Erste internationale Erfahrungen sammelte Gena Löfstrand im Jahr 2014, als sie bei den Juniorenweltmeisterschaften in Eugene mit 2:10,40 min im Halbfinale im 800-Meter-Lauf ausschied. 2017 startete sie über diese Distanz bei den Weltmeisterschaften in London und erreichte auch dort das Semifinale, in dem sie mit 2:03,67 min ausschied. Zudem verpasste sie mit der südafrikanischen 4-mal-400-Meter-Staffel mit 3:37,82 min den Finaleinzug. 2022 gelangte sie bei den Afrikameisterschaften in Port Louis mit 2:06,21 min auf Rang sieben über 800 Meter.
2013 wurde Löfstrand südafrikanische Meisterin im 800-Meter-Lauf.

## Persönliche Bestleistungen
- 400 Meter: 53,81 s, 3. Juni 2017 in Pretoria
- 800 Meter: 2:01,50 min,  11. Juli 2017 in Luzern